# Echinopsis leucantha
Echinopsis leucantha är en kaktusväxtart som först beskrevs av John Gillies och Salm-dyck, och fick sitt nu gällande namn av Wilhelm Gerhard Walpers. Echinopsis leucantha ingår i släktet Echinopsis och familjen kaktusväxter. Inga underarter finns listade i Catalogue of Life.